# آبشار آپر بکت
آبشار آپر بکت (به انگلیسی: Upper Beckett Falls) آبشاری است که در همیلتون (انتاریو)، کانادا واقع شده و ارتفاع کلی ریزشگاه آن ۱۰ متر (۳۳ فوت) است.